# دوبردار
در ریاضیات، دوبُردار (انگلیسی: Bivector) یا «۲-بردار» کمیتی در جبر خارجی یا جبر هندسی است که مفهوم اسکالرها و بردارهای اقلیدسی را گسترش می‌دهد. اگر اسکالر را کمیتی از درجهٔ صفر و بردار را از درجهٔ یک در نظر بگیریم، دوبردار کمیتی از درجهٔ دو است. دوبردارها در زمینه‌های گوناگون ریاضی و فیزیک کاربرد دارند. آن‌ها در دو بُعد با اعداد مختلط مرتبط‌اند و در سه بُعد با شبه‌بردار‌ها و چهارگان‌های برداری. از دوبردارها می‌توان برای تولید دوران در فضایی با هر تعداد بُعد استفاده کرد، و ابزاری مفید برای طبقه‌بندی این دوران‌ها به‌شمار می‌آیند.
از دید هندسی، یک دوبردار ساده را می‌توان نمایان‌گر یک «بُرش صفحه‌ای جهت‌دار» (یا «بُرش صفحه‌ای هم‌سویافته») دانست، همان‌طور که بردار اقلیدسی را می‌توان نمایان‌گر یک پاره‌خط جهت‌دار در نظر گرفت. دوبردار a ∧ b دارای یک گرایش (یا جهت) در صفحه‌ای است که توسط a و b گسترده شده، مساحتی دارد که برابر است با یک ضریب اسکالر از هر برش صفحه‌ای مرجع با همان گرایش، و در جبر هندسی، بزرگی آن برابر با مساحت متوازی‌الاضلاعی است که ضلع‌هایش a و b هستند، و همچنین «جهت‌گیری» دارد که نشان می‌دهد b در کدام سوی a درون صفحه قرار گرفته است. به زبان ساده، هر سطحی که با همان صفحه (همان گرایش)، همان مساحت و همان جهت‌گیری موازی باشد، همان دوبردار را تعریف می‌کند.
دوبردارها از طریق جبر خارجی روی بردارها ساخته می‌شوند: اگر دو بردار a و b داده شده باشند، ضرب خارجی آن‌ها a ∧ b یک دوبردار خواهد بود، همان‌طور که هر مجموعی از دوبردارها نیز یک دوبردار است. همهٔ دوبردارها را نمی‌توان بدون جمع، به‌صورت یک ضرب خارجی نوشت. دقیق‌تر بگوییم، دوبرداری که بتوان آن را با ضرب خارجی نوشت «ساده» نامیده می‌شود؛ در فضاهای تا سه‌بعدی، همهٔ دوبردارها ساده‌اند، اما در ابعاد بالاتر چنین نیست. ضرب خارجی دو بردار خاصیتی متناوب دارد، بنابراین a ∧ a دوبردار صفر است و {{{1}}}, که جهت‌گیری مخالفی تولید می‌کند. مفاهیمی که مستقیماً با دوبردار در ارتباط‌اند عبارت‌اند از تانسور پادمتقارن مرتبهٔ دو و ماتریس پادمتقارن.

## تاریخچه
مفهوم «دوبُردار» نخستین‌بار در سال ۱۸۴۴ توسط ریاضی‌دان آلمانی هرمان گراسمان در چارچوب جبر خارجی تعریف شد، آن‌هم به‌عنوان نتیجه‌ای از ضرب خارجی دو بردار. تنها یک سال پیش از آن، در ایرلند، ویلیام همیلتون چهارگانها را کشف کرده بود. همیلتون واژگان «بردار» و «دوبردار» را در کتاب خود به‌نام Lectures on Quaternions (۱۸۵۳) وضع کرد، زمانی که دوچهارگانها را معرفی می‌کرد، که بخش برداری آن‌ها دوبردار است.
تا زمانی که ریاضی‌دان انگلیسی ویلیام کینگدم کلیفورد در سال ۱۸۸۸ ضرب هندسی را به جبر گراسمان افزود، با بهره‌گیری از ایده‌های همیلتون و گراسمان و بنیان‌گذاری جبر کلیفورد، شکلی از «دوبردار» که در این مقاله بررسی می‌شود، پدید نیامده بود. هنری فوردر در سال ۱۹۴۱ از واژهٔ «دوبردار» در توسعهٔ جبر خارجی بهره برد.
در دههٔ ۱۸۹۰، جوسایا ویلارد گیبس و الیور هویساید حساب برداری را توسعه دادند که در آن ضرب خارجی و ضرب داخلی به‌صورت جداگانه تعریف شده بود و ریشه در ضرب چهارگانی داشت. موفقیت حساب برداری و کتاب Vector Analysis نوشتهٔ گیبس و ادوین بیدول ویلسون موجب شد بینش‌های همیلتون و کلیفورد تا مدت‌ها نادیده گرفته شوند، زیرا بیشتر ریاضیات و فیزیک قرن بیستم بر پایهٔ بردارها بیان می‌شد. گیبس برای ایفای نقش دوبردار در سه بعد از بردارها بهره گرفت و واژهٔ دوبردار را به‌معنای همیلتونی آن به کار برد، استفاده‌ای که گاه تکرار شده است.
امروزه دوبردار عمدتاً در زمینهٔ جبر هندسی بررسی می‌شود، که جبر کلیفوردی روی عدد حقیقی یا عدد مختلط در فضای برداری دارای فرم مربعی است. احیای این مفهوم به‌دست دیوید هستنس انجام شد که همراه با دیگران، جبر هندسی را در کاربردهای گوناگون فیزیکی به‌کار برد.

## استخراج
در این مقاله، دوبردار تنها در جبرهای هندسی حقیقی بررسی می‌شود که می‌توان آن‌ها را در بیشتر زمینه‌های فیزیکی به‌کار برد. مگر در مواردی که به‌صراحت بیان شده باشد، همهٔ مثال‌ها دارای تانسور متریک و در نتیجه دارای فرم مربعی مثبت‌معین هستند.

### جبر هندسی و ضرب هندسی
دوبردار از تعریف جبر هندسی بر فضای برداری با فرم مربعی همراه (که گاه «متریک» نامیده می‌شود) ناشی می‌شود. برای بردارهای a, b و c, ضرب هندسی دارای ویژگی‌های زیر است:
خاصیت شرکت‌پذیری{\displaystyle (mathbf{ab})mathbf{c}=mathbf{a}(mathbf{bc})}
توزیع‌پذیری چپ و راست

{\displaystyle {\begin{aligned}\mathbf {a} (\mathbf {b} +\mathbf {c} )&=\mathbf {ab} +\mathbf {ac} \\(\mathbf {b} +\mathbf {c} )\mathbf {a} &=\mathbf {ba} +\mathbf {ca} \end{aligned}}}
مربع اسکالر{\displaystyle mathbf{a}^{2}=Q(mathbf{a})}, که در آن Q فرم مربعی است که الزاماً مثبت‌معین نیست.

### ضرب اسکالر
از خاصیت شرکت‌پذیری داریم: a(ab) = a2b, که برابر است با ضرب اسکالر در b. اگر b با a موازی نباشد و در نتیجه مضربی اسکالر از آن نباشد، ab نمی‌تواند اسکالر باشد. اما: {\displaystyle tfrac{1}{2}(mathbf{ab}+mathbf{ba})=tfrac{1}{2}((mathbf{a}+mathbf{b})^{2}-mathbf{a}^{2}-mathbf{b}^{2})}
جمعی از اسکالرهاست، و در نتیجه یک اسکالر است. با استفاده از قانون کسینوس‌ها در مثلث تشکیل‌شده از این دو بردار، مقدار آن برابر است با |a| |b| cos theta، که θ زاویه بین دو بردار است. ازاین‌رو این مقدار با ضرب اسکالر بین دو بردار یکسان است و به‌همان‌صورت نوشته می‌شود: {\displaystyle mathbf{a}cdotmathbf{b}=tfrac{1}{2}(mathbf{ab}+mathbf{ba})}
این ضرب، تقارنی، اسکالر-ارز و ابزاری برای تعیین زاویه میان دو بردار است؛ به‌ویژه، اگر a و b برهم عمود باشند، مقدار ضرب صفر خواهد بود.

### ضرب خارجی
درست همان‌گونه که ضرب نرده‌ای را می‌توان به‌صورت بخش متقارن ضرب هندسی بیان کرد، ضرب خارجی (که گاه با عنوان «ضرب گُوِه‌ای» یا «ضرب پیش‌رونده» شناخته می‌شود) را می‌توان به‌صورت بخش پادتقارن آن تعریف کرد:
{\displaystyle \mathbf {a} \wedge \mathbf {b} ={\tfrac {1}{2}}(\mathbf {ab} -\mathbf {ba} )}
این ضرب در a و b پادتقارن است:
{\displaystyle \mathbf {b} \wedge \mathbf {a} ={\tfrac {1}{2}}(\mathbf {ba} -\mathbf {ab} )=-{\tfrac {1}{2}}(\mathbf {ab} -\mathbf {ba} )=-\mathbf {a} \wedge \mathbf {b} }
و با جمع داریم:
{\displaystyle \mathbf {a} \cdot \mathbf {b} +\mathbf {a} \wedge \mathbf {b} ={\tfrac {1}{2}}(\mathbf {ab} +\mathbf {ba} )+{\tfrac {1}{2}}(\mathbf {ab} -\mathbf {ba} )=\mathbf {ab} }
یعنی، ضرب هندسی برابر است با جمع ضرب نرده‌ای متقارن و ضرب خارجی پادتقارن.
برای بررسی ماهیت a ∧ b, فرمول زیر را در نظر بگیرید:
{\displaystyle (\mathbf {a} \cdot \mathbf {b} )^{2}-(\mathbf {a} \wedge \mathbf {b} )^{2}=\mathbf {a} ^{2}\mathbf {b} ^{2},}
که با استفاده از هویت مثلثاتی فیثاغورث مقدار (a ∧ b)2 را به‌دست می‌دهد:
{\displaystyle (\mathbf {a} \wedge \mathbf {b} )^{2}=(\mathbf {a} \cdot \mathbf {b} )^{2}-\mathbf {a} ^{2}\mathbf {b} ^{2}=\left|\mathbf {a} \right|^{2}\left|\mathbf {b} \right|^{2}(\cos ^{2}\theta -1)=-\left|\mathbf {a} \right|^{2}\left|\mathbf {b} \right|^{2}\sin ^{2}\theta }
از آنجا که مربع آن منفی است، نمی‌تواند یک اسکالر یا بردار باشد؛ بلکه نوع جدیدی از کمیت است، یعنی دو‌بردار. این دو‌بردار دارای \[\[بزرگی (ریاضیات)]] |a| |b| |sin θ| است، که در آن θ زاویهٔ بین دو بردار است؛ بنابراین برای بردارهای موازی، مقدار آن صفر خواهد بود.
برای تمایز از بردارها، دو‌بردارها در این‌جا با حروف بزرگ پررنگ نوشته می‌شوند، مانند:
{\displaystyle \mathbf {A} =\mathbf {a} \wedge \mathbf {b} =-\mathbf {b} \wedge \mathbf {a} ,}
هرچند شیوه‌های نگارش دیگری نیز وجود دارند، به‌ویژه چون بردارها و دو‌بردارها هر دو جزء جبر هندسی هستند.

## ویژگی‌ها
جبر حاصل از ضرب هندسی (یعنی همهٔ کمیت‌هایی که از جمع‌ها و ضرب‌های هندسی مکرر اسکالرها و بردارها ساخته می‌شوند)، جبر هندسی روی فضای برداری است. برای فضای برداری اقلیدسی، این جبر به‌صورت {\displaystyle {\mathcal {G}}\_n} یا Cln(R) نوشته می‌شود، که در آن n بُعد فضای برداری Rn است. Cln(R) هم یک فضای برداری و هم یک جبر است که از همهٔ ضرب‌های بین بردارهای درون Rn ساخته شده، و بنابراین شامل همهٔ بردارها و دو‌بردارها می‌شود. دقیق‌تر بگوییم، به‌عنوان یک فضای برداری، شامل بردارها و دو‌بردارها به‌صورت زیرفضای خطی است، ولی نه به‌صورت زیراجزا، زیرا ضرب هندسی دو بردار معمولاً یک بردار دیگر به‌وجود نمی‌آورد.

### فضای ⋀2Rn
فضای همهٔ دو‌بردارها دارای بُعد 1/2n(n − 1) است و با نماد ⋀2Rn نمایش داده می‌شود، و دومین جبر خارجی از فضای برداری اصلی است.

### زیراجزای زوج
زیراجزای ساخته‌شده از دو‌بردارها، «زیراجزای زوج» جبر هندسی نام دارد و با نماد Cl\[0]
n(R) نمایش داده می‌شود. این جبر از جمع‌ها و ضرب‌های هندسی مکرر اسکالرها و دو‌بردارها ساخته می‌شود. این زیراجزا دارای بُعد 2n−1 است و شامل ⋀2Rn به‌عنوان یک زیرفضای خطی است. در فضاهای دو و سه‌بعدی، این زیراجزا تنها شامل اسکالرها و دو‌بردارهاست و هر یک از آن‌ها اهمیت خاصی دارد. در دو بُعد، این زیراجزا یکریختی با عدد مختلط C دارد، در حالی که در سه بُعد یکریختی با چهارگان H دارد. زیراجزای زوج، شامل دوران‌ها در هر بُعدی است.

### بزرگی
همان‌طور که در بخش پیش اشاره شد، بزرگی یک دو‌بردار ساده (یعنی دو‌برداری که ضرب خارجی دو بردار a و b است) برابر است با |a| |b| sin θ، که در آن θ زاویهٔ میان این دو بردار است. این بزرگی با نماد |B| نوشته می‌شود، که در آن B دو‌بردار است.
برای دو‌بردارهای کلی، بزرگی را می‌توان با محاسبهٔ فاصله اقلیدسی آن، هنگامی‌که به‌عنوان یک بردار در فضای ⋀2Rn در نظر گرفته شود، به‌دست آورد. اگر بزرگی صفر باشد، یعنی همهٔ مؤلفه‌های آن صفرند و دو‌بردار صفر است که به‌عنوان یک عنصر از جبر هندسی با اسکالر صفر برابر است.

### دو‌بردارهای یکه
دو‌بردار یکه، دو‌برداری است که بزرگی آن برابر یک باشد. چنین دو‌برداری را می‌توان با تقسیم هر دو‌بردار ناصفر بر بزرگی‌اش ساخت، یعنی:
{\displaystyle {\frac {\mathbf {B} }{\left\vert \mathbf {B} \right\vert }}.}
از جمله مهم‌ترین نمونه‌ها، دو‌بردارهای یکه‌ای هستند که از ضرب \[\[پایه استاندارد]] فضای برداری ساخته شده‌اند. اگر ei و ej دو بردار پایه متمایز باشند، آنگاه ضرب آن‌ها ei ∧ ej یک دو‌بردار خواهد بود. چون ei و ej عمود هستند، داریم: ei ∧ ej = eiej، که با نماد eij نوشته می‌شود و چون بردارهای پایه، \[\[بردار واحد]] هستند، این دو‌بردار نیز یکه خواهد بود. مجموعهٔ همهٔ دو‌بردارهای حاصل از این پایه، یک پایه برای ⋀2Rn تشکیل می‌دهند. برای نمونه، در فضای چهاربعدی، پایهٔ ⋀2R4 برابر است با (e1e2, e1e3, e1e4, e2e3, e2e4, e3e4) یا (e12, e13, e14, e23, e24, e34).